# مدینةالمواتر
مدینه المواتر یک منطقهٔ مسکونی در قطر است که در شهرداری الشحانیه واقع شده‌است. مدینه المواتر ۱٫۱۵ کیلومتر مربع مساحت دارد.